# MSN Explorer
MSN Explorer è un browser web sviluppato da Microsoft che integra le caratteristiche di MSN e Windows Live come Windows Live Hotmail e Windows Live Messenger.
L'uso di questi servizi richiede un Windows Live ID (o .NET Passport).

MSN Explorer è essenzialmente una versione dalla grafica alternativa di Microsoft Internet Explorer